# Nilufar Yasmin (Sängerin)
Nilufar Yasmin (bengalisch নীলুফার ইয়াসমিন, geb. 13. Februar 1948, Kolkata, Britisch-Indien; gest. 10. März 2003, Dhaka, Bangladesch) war eine bangladeschische Sängerin der Genres Nazrul Sangeet, Rajanikanta Geeti, Dwijendra Geeti und Atul Prasdi genre. Sie war die vierte der fünf Yasmin-Sisters in der Musikszene von Bangladesch. Ihre Schwestern waren Farida Yasmin, Fauzia Yasmin, Nazma Yasmin und Sabina Yasmin. Sie wurde 2004 von der Regierung Bangladeschs mit dem Ekushey Padak ausgezeichnet. Sie gewann den Bangladesh National Film Award als beste Playbacksängerin für ihre Performance in dem Film Shuvoda (1986).

## Leben

### Jugend und Ausbildung
Yasmin wurde am 13. Februar 1948 in Kolkata geboren. Ihr Vater, Lutfar Rahman, war ein ehemaliger Provinzialbeamter in Britisch-Indien und ihre Mutter Begum Mouluda Khatun aus Murshidabad war Sängerin, die bei Ustad Kader Baksh gelernt hatte. Yasmin erwarb einen Bachelor und einen Master in Soziologie an der University of Dhaka 1968, beziehungsweise 1970. 1964 erhielt sie eine klassische musikalische Ausbildung von PC Gomes. Später machte sie Training bei Prashun Bandyopadhyay, Mira Bandyopadhyay, Sagiruddin Khan, Fazlul Haq und A. Daud. Sie erhielt Unterricht für Nazrul Songs von Sheikh Lutfar Rahman und Sudhin Das.

### Karriere
Nilufar Yasmin sang klassische Lieder, Nazrul Sangeet und Kirtan, Atulprasad, Dwijendralal und Rajanikanta, sowie Puratoni, Tappa und Thungri.
Yasmin wurde 1995 Dozentin im Department of Dramatic Arts and Music an der Universität Dhaka.

## Auszeichnungen
- Bachsas Awards, 1975[8]
- Bangladesh Cine Journalists Association Award, 1975[9]
- Bachsas Awards, 1986
- Bangladesh National Film Award for Best Female Playback Singer, 1986
- Nazrul Medal 1410, 2003[11]
- Sidhubhai Smriti Padak, 2003[12]
- Ekushey Padak, 2004
- Gaan-e Gaan-e Gunijon Shongbordhona, 2010[13]

Die Bibliothek des Natyokala Department der Universität Dhaka ist nach ihr benannt ('Nilufar Yasmin Memorial Library', 2006).

## Persönliches
Yasmin war verheiratet mit Khan Ataur Rahman. Ihr Sohn Khan Asifur Rahman Agun ist ebenfalls Musiker.
Yasmin starb am 10. März 2003 an Krebs.

## Diskographie
- Pother Sheshe
- Bangladesher Hridoy Hote